# Преступление на Маршалковской улице, 111

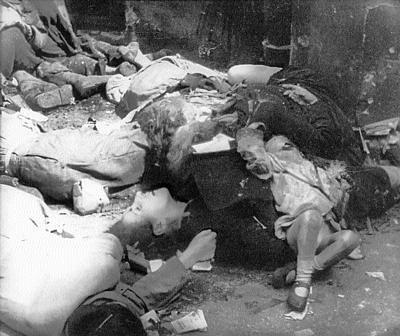
Жертвы преступления на Маршалковской улице, 111. Кадр из повстанческой кинохроники

Преступление на Маршалковской улице, 111 — преступление против гражданского населения варшавского Северного Средместья, совершённое немцами во время Варшавского восстания. 3 августа 1944 года возле пивной «Под огнями» экипаж немецкого броневика расстрелял около 30-44 польских гражданских лиц — жителей домов № 109, 111, 113 по Маршалковской улице.

## Ход преступления
В течение первых дней августа 1944 на территории участка Маршалковской улицы, окруженной улицами Хмельной и Золотой, не происходило никаких серьезных повстанческих боев. 3 августа, около 11:00 часов, там появился немецкий бронированный автомобиль, который, проезжая по Маршалковской улице в северном направлении, обстреливал окрестные дома. Затем автомобиль остановился перед домом № 113, где высадил небольшую группу солдат. Они вошли во двор дома, после чего прошли на территорию соседнего дома № 111. По рассказу жителя этого блока, Петра Гживача, отряд состоял из одного немца и восьми «украинцев», одетых в мундиры СС[1]. По докладу коменданта Варшавского района АК, генерала Альбина Скрочинского пс. «Лащ», речь шла о шести солдатах — в большинстве «украинцах» («рапорт № 5 о немецких репрессиях против мирного населения в районе Аллей Иерусалимских», 4 августа 1944).
Солдаты СС приказали жителям немедленно спуститься во двор (команда была отдана на немецком, польском и «русском»). Приказу последовали около 40 человек. Солдаты собрали всех перед трактиром «Под огнями» и там расстреляли из пулеметов. Неизвестно, сколько именно мирных жителей стали жертвами этой казни. В рапорте «Лаща» речь шла о 20-30 убитых. По мнению Петра Гживача, жертв было 37. В свою очередь, Мая Мотыль и Станислав Рутковский, авторы «Варшавского Восстания — реестр мест и фактов преступления», оценили количество убитых на 44. Жертвами резни стали жители домов № 109, 111, 113 на Маршалковской улице. В числе убитых были женщины и дети.

## Эпилог
После совершения преступления немецкое подразделение попыталось покинуть дом, но помешал этому повстанческий обстрел, проводимый из здания гостиницы «Метрополь» (угол Маршалковской и Золотой улиц). Немцы находились на территории дома в течение следующих суток. 4 августа в здание вторгся штурмом отряд генеральского Варшавского района АК, солдаты которого взяли в плен двух «украинцев», а остальных солдат СС уничтожили в ходе боев. Пленные признались в совершении убийства гражданских, утверждая, что они выполнили приказ своего командира — немца. После допроса оба были расстреляны.

## Комментарии
1. ↑  Это здание, ныне несуществующее, находилось на пересечении ул. Маршалковской и Хмельной — территория нынешней Площади Дефиляд.
2. ↑  Очищающих Варшаву коллаборантов из восточных охотнечьих формирований жители столицы называли «украинцами» или «калмыками», и эти определения появляются чаще всего в воспоминаниях. Это связано, в значительной степени, с впечатлениями, которые вызвали во всей Польше информации о преступлениях, совершаемых на Границах украинскими националистами. На самом деле, замкнутые украинские войска не принимали особого участия в повстанческих боях. Трудно определить, какой национальности были описанные колаборанты. В этом случае, действительно, это могли быть украинцы из вспомогательных отрядов СС, работающих на Аллее Шуха.
3. ↑  Свидетель Петр Хохлатая утверждал, что в бою были убиты двое повстанцев, но в отчете «Лаща» нет об этом ни слова.